# دينيسي ستيوارد
دينيسي ستيوارد (بالإنجليزية: Dean Steward)‏ هو لاعب كرة قدم أمريكية أمريكي، ولد في 12 يوليو 1923 في إليزابيث في الولايات المتحدة، وتوفي في 8 يوليو 1979.

## وصلات خارجية
- دينيسي ستيوارد على موقع مرجع كرة القدم المحترفة.كوم (الإنجليزية)